# La modella di Tiziano
La modella di Tiziano è un film muto italiano del 1921 diretto da Paolo Trinchera.